# Valira d'Orient
De Valira d'Orient is een rivier in Andorra die in Escaldes-Engordany samenvloeit met de Valira del Nord om zo de Valira te vormen, een zijrivier van de Segre. De Valira d'Orient ontspringt in het uiterste oosten van Andorra.
De rivier ontspringt op de oostelijke flanken van de Alt del Griu en de Pic dels Pessons op een hoogte van 2.079 meter, stroomt langs het skistation Grau Roig en de westelijke flanken van de Port d'Envalira in de parochie Encamp, vlak langs de westelijke tunnelmond van de Envaliratunnel, maakt vervolgens een bocht door het zuiden van de parochie Canillo om terug door de parochie Encamp te stromen en de parochie Escaldes-Engordany waar de rivier met de Valira del Nord de Valira vormt. Soldeu, El Tarter, Ransol, L'Aldosa de la Massana, El Vilar, Canillo (alle in Canillo), Encamp, Les Bons, Vila (in Encamp) en Engordany (in Escaldes-Engordany) zijn plaatsen die aan de rivier liggen.
In Escaldes-Engordany bevindt de samenvloeiing zich vlak naast het iconische waterpretpark Caldea.
De nationale weg CG-2 volgt de vallei van de Valira d'Orient.

## Afwatering
Valira del d'Orient → Valira → Segre → Ebro → Middellandse Zee